# ثورنتون أ. جنكينز
ثورنتون أ. جنكينز (بالإنجليزية: Thornton A. Jenkins)‏ هو ضابط أمريكي، ولد في 11 ديسمبر 1811 في أورانج في الولايات المتحدة، وتوفي في 9 أغسطس 1893.